# Facinet Keita
Pour les articles homonymes, voir Keita.
Facinet Keita, né le 23 mars 1984 à Conakry, en republique de Guinée, est un judoka guinéen.

## Carrière
Facinet a concouru dans la catégorie des plus de 100 kg hommes des aux Jeux olympiques d'été de 2012 à Londres. Il a perdu contre Ricardo Blas, Jr. au premier tour.
Facinet Keita était le porte-drapeau de la Guinée lors de la cérémonie d'ouverture.